# Tecnam
Costruzioni Aeronautiche Tecnam – włoska wytwórnia lotnicza wytwarzająca samoloty dla lotnictwa ogólnego utworzona w roku 1948.

## Wybrane modele[1]
- Tecnam P92 Eagle/Echo
- Tecnam P96 Golf
- Tecnam P2002 Sierra
- Tecnam P2004 Bravo
- Tecnam P2006T
- Tecnam P2008
- Tecnam P2010
- Tecnam P2012 Traveller

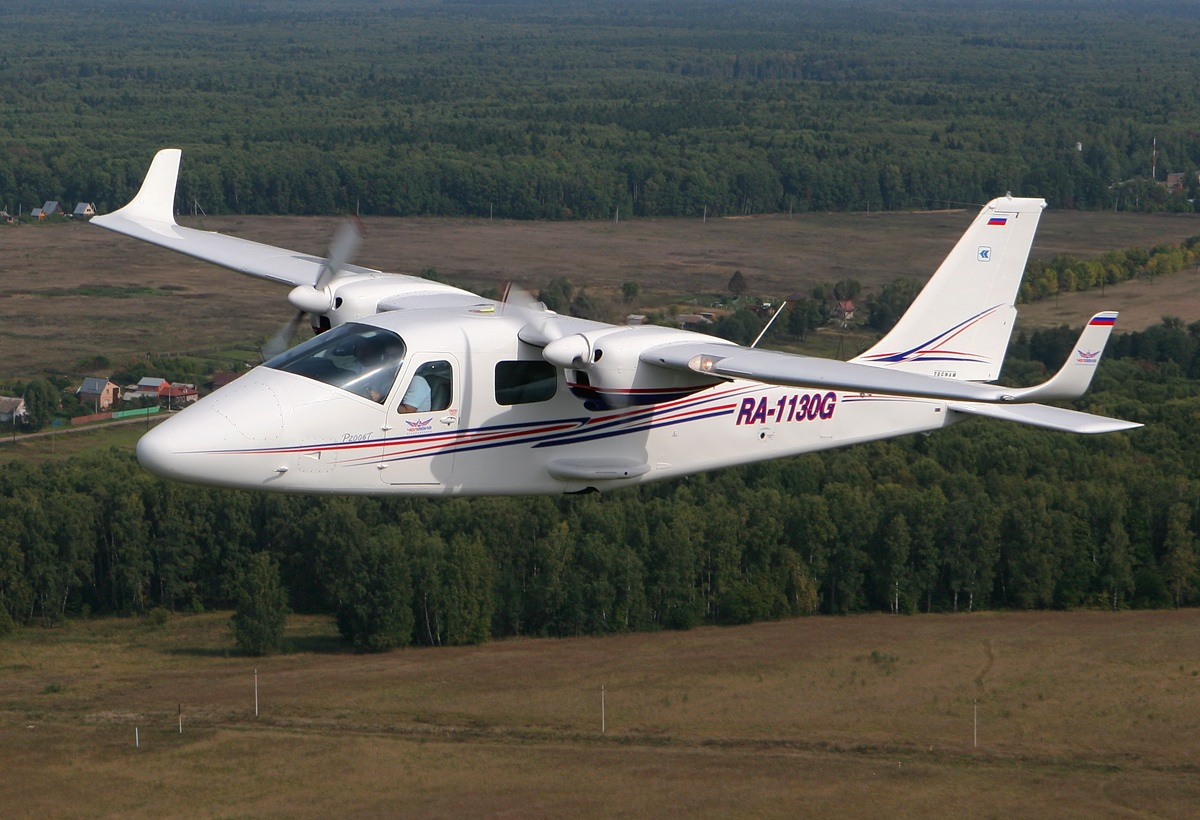
Tecnam P2006T w locie

- Tecnam MMA (Multi Mission Aircraft) - na podstawie P2006